# Dicrossus filamentosus
Dicrossus filamentosus, o Cíclido ajedrez  es una especie de peces de la familia Cichlidae en el orden de los Perciformes.

## Morfología
Los machos pueden llegar alcanzar los 3,8 cm de longitud total.

## Hábitat
Es una especie de clima tropical entre 23 °C-25 °C   de temperatura.

## Distribución geográfica
Se encuentran en Sudamérica:  cuencas de los ríos  Amazonas (río Negro) y Orinoco (desde el río Inírida  - Colombia - hasta Maripa - Venezuela -).  